# Karel Van Wijnendaele
Karel Van Wijnendaele, eigentlich Carolus Ludovicus Steyaert,  (* 16. November 1882 in Torhout; † 21. Dezember 1961 in Sint-Martens-Latem) war ein belgischer Sportjournalist, Radsportfunktionär und der Begründer der Flandern-Rundfahrt.

## Laufbahn als Journalist
Carolus Ludovicus Steyaert wurde als fünftes von fünfzehn Kindern geboren. Schon früh trug er zum Lebensunterhalt der Familie bei, u. a. als Botenjunge und Kuhhirt. Wenige Jahre fuhr er Radrennen, erkannte jedoch, dass es ihm an Talent fehlte. Doch er war ein Radsportfan, sehr an Literatur interessiert und verfasste Gedichte und Texte. 1908 erschien sein erster Artikel, über den belgischen Radrennfahrer Cyrille Van Hauwaert, den er sehr bewunderte. Als Journalist nahm er das Pseudonym Karel Van Wijnendaele an, nach dem Stadtteil von Torhout, wo er geboren wurde.
Gemeinsam mit anderen Journalisten begründete Van Wijnendaele 1912  die Wochenzeitung Sportwereld; 1925 wurde er Miteigentümer und 1931 alleiniger Besitzer. 1939 verkaufte er die Zeitung an Het Niewsblad. Die Sportwereld bildet seitdem den Sportteil von Het Niewsblad. Er war überzeugter Anhänger der Vlaamse Beweging und verstand seine Tätigkeit als Journalist auch als Engagement für deren politische Ziele. Er blieb bis zu seinem Tod journalistisch tätig.

## Organisator und Manager
1913 organisierte Karel Van Wijnendaele die erste Austragung der Flandern-Rundfahrt nach dem Vorbild der französischen Zeitschrift L’Auto, die die Tour de France initiiert hatte und die 1912 erstmals von einem Belgier, Odiel Defraeye, gewonnen worden war. Legendär sind die Worte Van Wijnendaeles zum Start der ersten Rundfahrt 1913: „Heeren, vertrekt“ (niederl. = Herren, brecht auf). Während des Zweiten Weltkriegs durfte Van Wijnendaele die Rundfahrt trotz deutscher Besatzung weiter organisieren, was von manchen seiner Landsleute als Kollaboration angesehen wurde.
Van Wijnendaele, der auch Fahrer und Teams managte, war über Jahrzehnte der starke Mann der belgischen Radsportwelt. Er vermittelte und begleitete flämische Rennfahrer zu Sechstagerennen in die USA, wo er den Spitznamen  Mac Bolle bekam: Die Flamen waren so stark, dass die heimischen Mannschaften  in Rückstand gerieten. Die Zuschauer wurden unzufrieden, und deshalb baten die Organisatoren Van Wijnendaele, seine Fahrer etwas zu zügeln. Als die US-amerikanischen Rennfahrer in der Gesamtwertung wieder etwas näher gekommen waren, riefen die flämischen Rennfahrer in Richtung Van Wijnendaeles: „Ma'k bolle?“ („Darf ich [mit voller Kraft] fahren?“). 37-mal betreute er Mannschaften bei der Tour de France und leitete über Jahre die Radrennbahn von Torhout. Die Namen von Fahrern, die sich seinem Willen widersetzten, wurden in der Sportwereld nicht mehr erwähnt. „Karel had immers de macht om wielrenners te maken of te kraken.“ (niederl. = Karel hatte die Macht, Rennfahrer zu machen oder zu vernichten.)

## Ehrungen
1964 wurde ein Denkmal für Karel Van Wijnendaele am Anstieg Oude Kwaremont eingeweiht. In Sint-Martens-Latem ist eine Straße nach ihm benannt und auch dort soll ein Denkmal für ihn errichtet werden. Zudem ist das frühere Jedermannrennen der Flandern-Rundfahrt nach ihm Trofee Karel Van Wijnendaele benannt, die Anfang September ausgetragen wird, 2010 zum 30. Mal. Auch ein Radsport-Club ist nach ihm benannt.

## Schriften
- Het rijke Vlaamsche wielerleven. Gent 1943 Online-Auszug
- Mensen en dingen uit de Ronde van Frankrijk. Gent 1948